# Campionati del mondo di ciclismo su strada - Cronometro femminile Under-23
La cronometro femminile Under-23 è una delle prove disputate durante i campionati del mondo di ciclismo su strada. 

## Storia
Il titolo, analogo del maschile inaugurato nel 1996 e nato per garantire la parità di genere nella manifestazione, è l'ultimo nato nella storia dell'evento ed è stato assegnato per la prima volta nell'edizione 2022 a Wollongong. Esso però non prevede una gara a sé ma è stabilito sulla base della classifica della gara delle Elite decretando campionessa del mondo la miglior Under 23 piazzata. La prima campionessa della storia è stata l'italiana Vittoria Guazzini, arrivata quarta nella classifica generale. L'Unione Ciclistica Internazionale ha deciso di organizzare una gara specifica per la categoria non prima dell'edizione 2025.

## Albo d'oro
Aggiornato all'edizione 2024.
| Anno | Vincitrice          | Seconda            | Terza               |
| ---- | ------------------- | ------------------ | ------------------- |
| 2022 | Vittoria Guazzini   | Shirin van Anrooij | Ricarda Bauernfeind |
| 2023 | Antonia Niedermaier | Cédrine Kerbaol    | Julie De Wilde      |
| 2024 | Antonia Niedermaier | Jasmine Liechti    | Julie De Wilde      |

## Medagliere
| Pos.   | Nazione     | Oro | Argento | Bronzo | Totale |
| ------ | ----------- | --- | ------- | ------ | ------ |
| 1      | Germania    | 2   | 0       | 1      | 3      |
| 2      | Italia      | 1   | 0       | 0      | 1      |
| 3      | Francia     | 0   | 1       | 0      | 1      |
| 3      | Paesi Bassi | 0   | 1       | 0      | 1      |
| 3      | Svizzera    | 0   | 1       | 0      | 1      |
| 6      | Belgio      | 0   | 0       | 2      | 2      |
| Totale | Totale      | 3   | 3       | 3      | 9      |